# 리스 (프로게이머)
리스(본명: 강현, 2002년 1월 3일 ~ )은 대한민국의 리그 오브 레전드 프로게이머로 아이디는 Riss이다. 포지션은 탑 라이너이다.

## 선수 생활
2020년 8월 한화생명 e스포츠의 아카데미팀에 입단하였다. 
2021년 1월, 한화생명의 2군팀에 합류하였다. 2021시즌 종료 후 팀에서 퇴단했다.